# Madarasi-Hargita
A Madarasi-Hargita (románul: Harghita-Mădăraș) a Hargita-hegység és Székelyföld legmagasabb hegycsúcsa, egy egykori rétegvulkáni kráter peremének északi maradványa. A nehezen felismerhető kráterperem többi hegycsúcsa az Oltárkő (1358 m), a Rákosi-Hargita (1755 m), a Madéfalvi-Hargita (1709 m) és a Csicsói-Hargita (1756 m). Ezek alkotják a Keleti-Kárpátok egyik legnagyobb vulkáni maradványát. 
Az egykori kráter szélessége 5 km. A déli oldalból ered a Hargita leghosszabb folyóvize, a Vargyas-patak. A Madarasi-Hargita régi elnevezései: Galusz-tető, Nagy-Hargita, Havas, Nagy-havas, Nagyerdő. A Madarasi-Hargitát először Tófalvi Péter kezdte 1998 után a „székelyek szent hegye”-ként emlegetni.[forrás?] Azóta ez lassan kezd beivódni a köztudatba.

## Turizmus
A Madarasi-Hargita a leglátogatottabb hegycsúcs a Hargitában. Az északnyugati oldalon, 1650 méteren található a Madarasi-Hargita menedékház, amelyet 1941-ben építettek a magyar kormány támogatásával. A csúcsról szép kilátás nyílik a környező hegységekre és medencékre.
Ez ma Székelyföld legnépszerűbb síközpontja. Madarasi Hargita üdülő- és kirándulóközpont Székelyudvarhelytől 36 km-re található. Összesen 4,5 km-nyi sípályát találhatunk itt 1500-1760 m tengerszint feletti magasságban. A síterep december közepétől április közepéig hóbiztos, kedvező időjárás esetén a szezon május közepéig tart. A sípályákat hótaposógép segítségével folyamatosan karbantartják A területen éjjel-nappali hegyimentő-szolgálat üzemel.

## Galéria

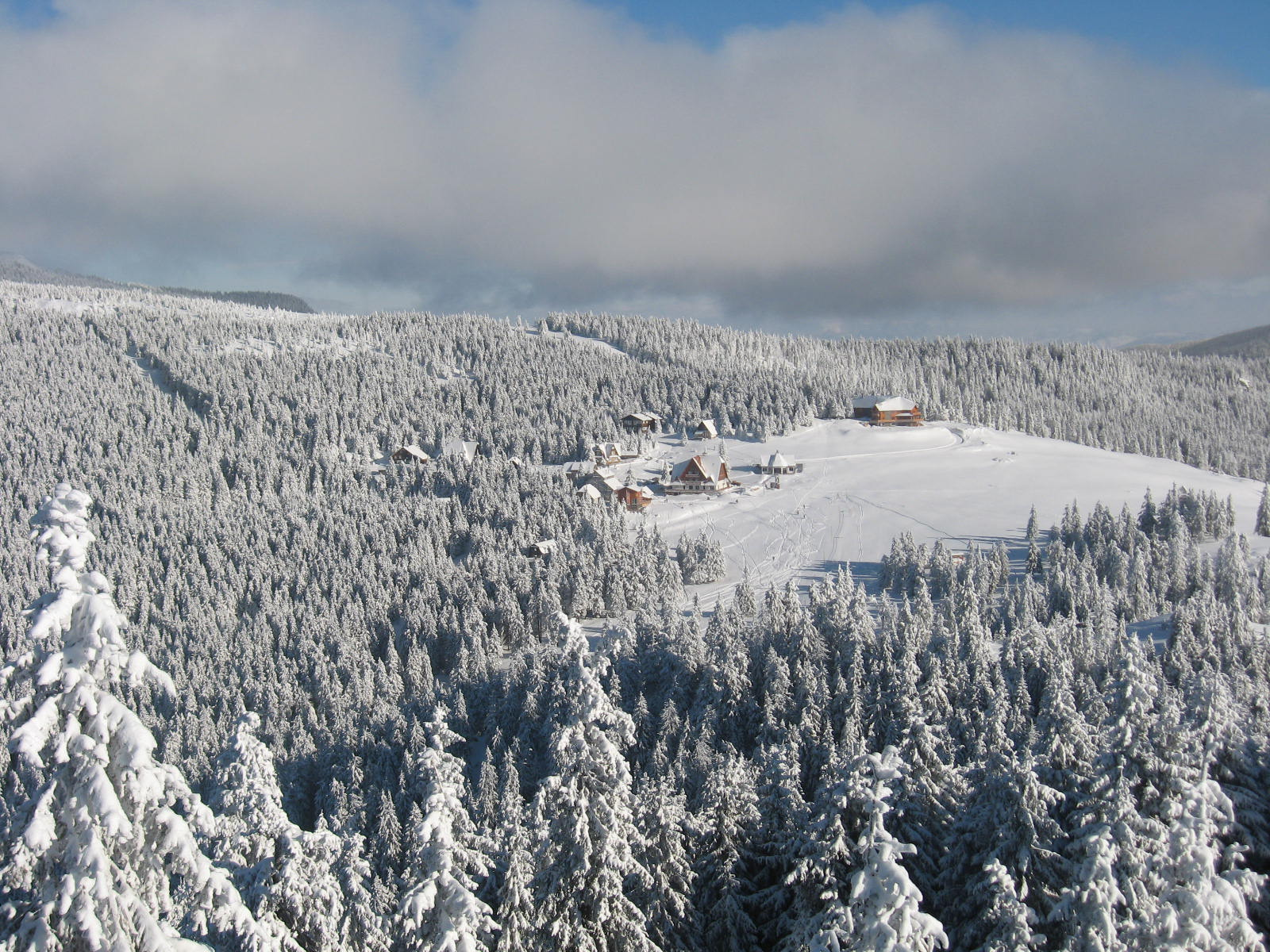
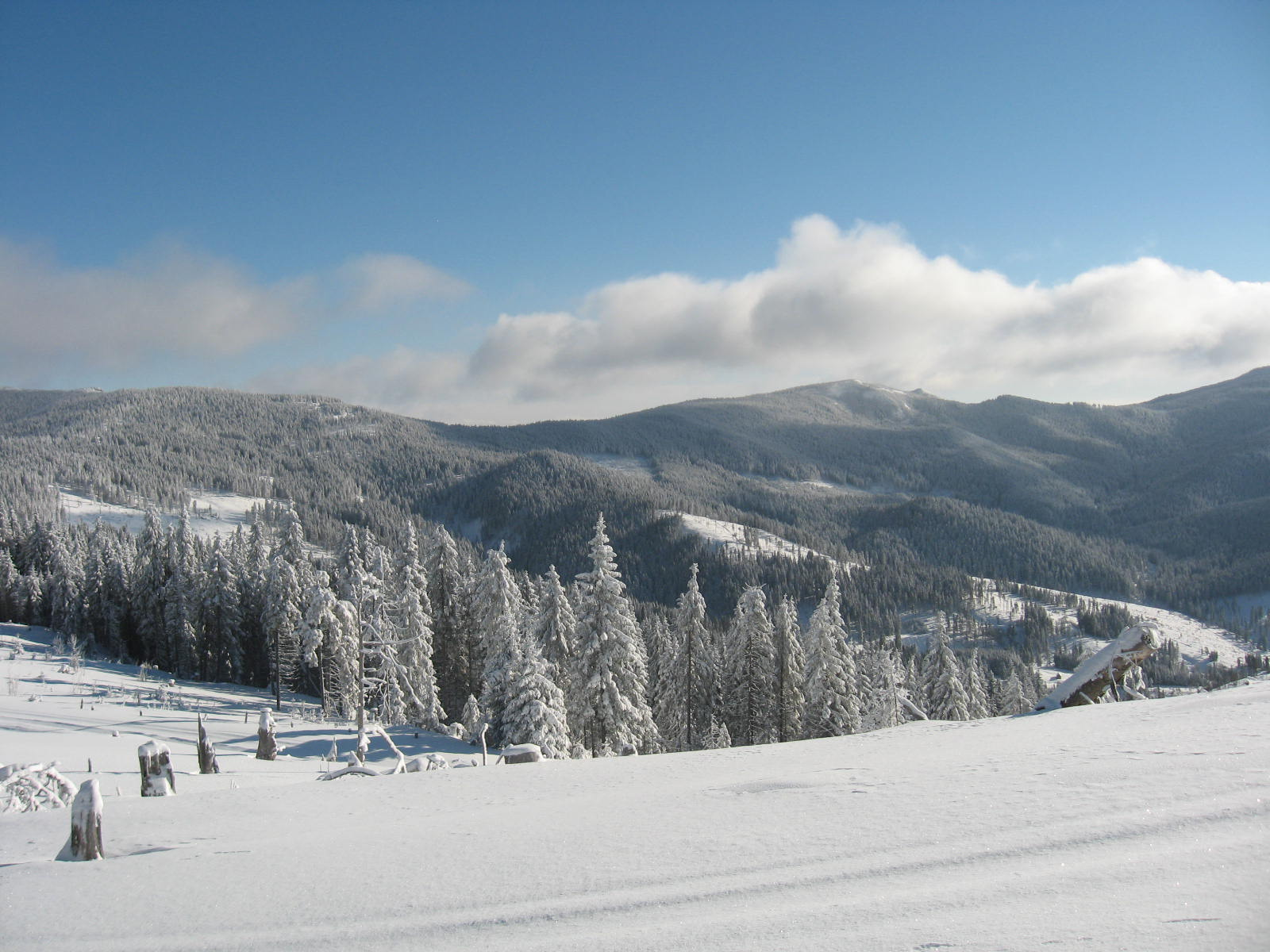
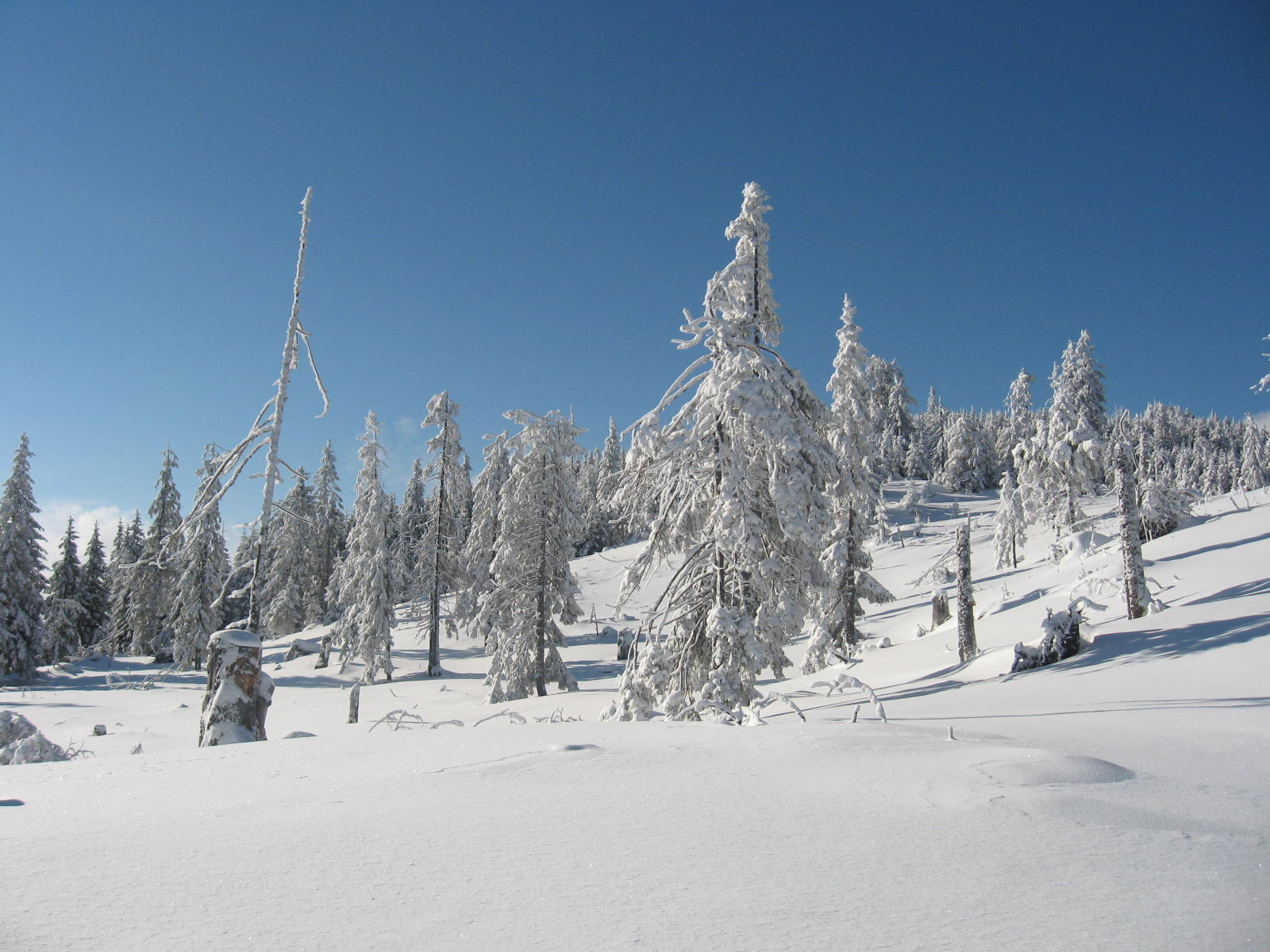

### Sípályák
- tanulópálya: 100 m
- kék pálya 1500 m
- piros pálya 1500 m
- fekete pálya 600 m
- extrém pálya 700 m

### Sífelvonók
- Tányéros 650 m
- Csákányos 700 m
- Tanulólift 200 m
- Tanulólift 170 m